# Turniej Nordycki 1998
Turniej Nordycki 1998 – druga edycja Turnieju Nordyckiego (Skandynawskiego) w historii skoków narciarskich. Cykl składał się z czterech konkursów. Zwycięzcą został Andreas Widhölzl.
Zawody turnieju zostały rozegrane w Lahti, Falun, Trondheim oraz Oslo.

## Zwycięzcy konkursów
| Lp | Data          | Miejsce   | 1. miejsce      | 2. miejsce       | 3. miejsce       |
| -- | ------------- | --------- | --------------- | ---------------- | ---------------- |
| 1. | 8 marca 1998  | Lahti     | Primož Peterka  | Jani Soininen    | Kristian Brenden |
| 2. | 11 marca 1998 | Falun     | Primož Peterka  | Andreas Widhölzl | Hiroya Saitō     |
| 3. | 13 marca 1998 | Trondheim | Masahiko Harada | Noriaki Kasai    | Roberto Cecon    |
| 4. | 15 marca 1998 | Oslo      | Primož Peterka  | Bruno Reuteler   | Masahiko Harada  |

## Klasyfikacja końcowa
Zwycięzcą klasyfikacji generalnej został Andreas Widhölzl. Zwycięzca trzech z czterech konkursów, Słoweniec Primož Peterka, uplasował się na 10. pozycji, z powodu zajęcia 44. miejsca w zawodach w Trondheim.
| Miejsce | Zawodnik         | Punkty |
| ------- | ---------------- | ------ |
| 1.      | Andreas Widhölzl | 974,6  |
| 2.      | Sven Hannawald   | 927,0  |
| 3.      | Hiroya Saitō     | 910,5  |
| 4.      | Noriaki Kasai    | 904,5  |
| 5.      | Sylvain Freiholz | 895,9  |
| 6.      | Roberto Cecon    | 894,9  |
| 7.      | Hansjörg Jäkle   | 889,2  |
| 8.      | Kazuyoshi Funaki | 879,5  |
| 9.      | Janne Ahonen     | 856,3  |
| 10.     | Primož Peterka   | 844,2  |